# Periptero

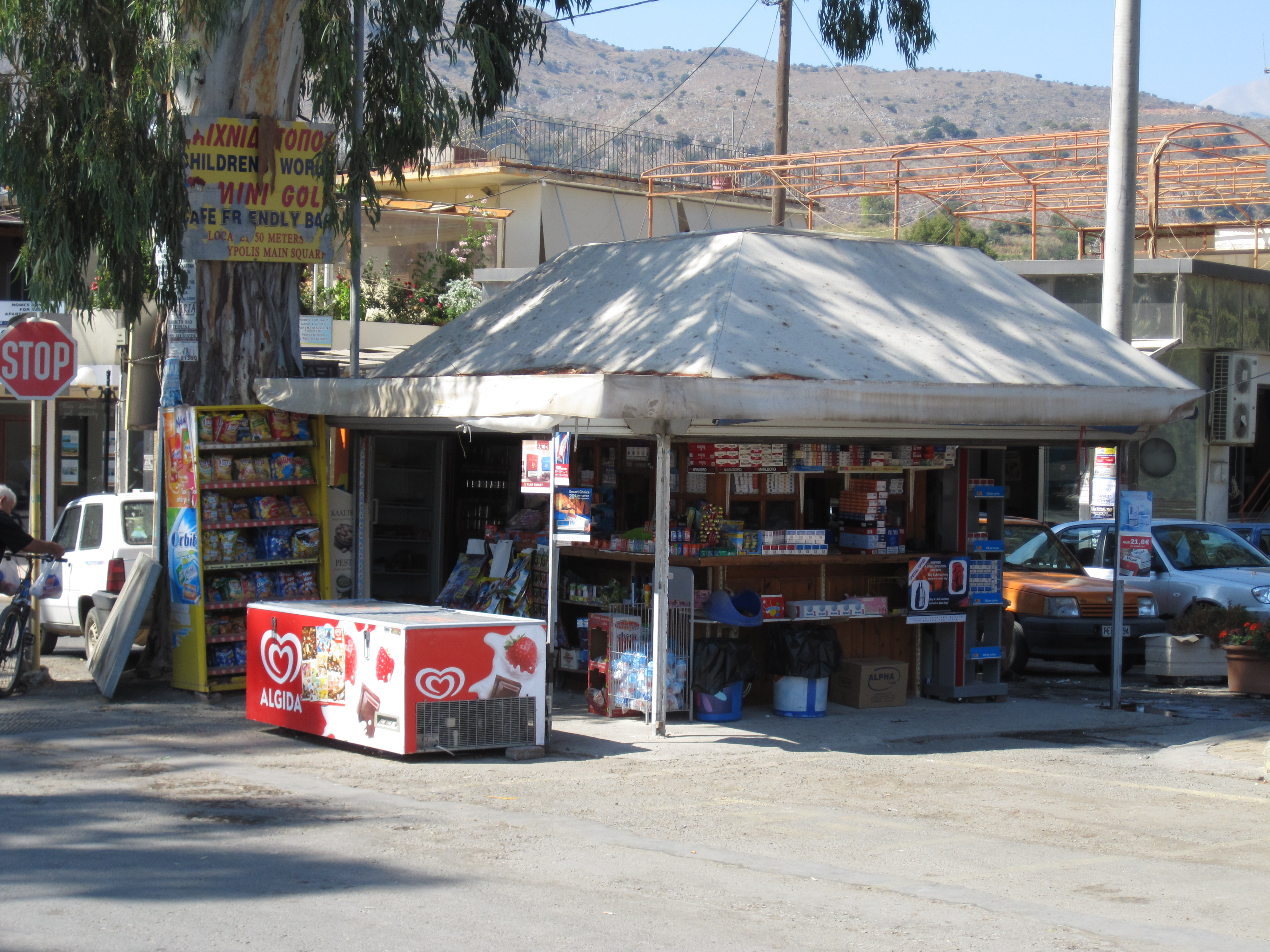
Periptero in Georgioupoli/Kreta

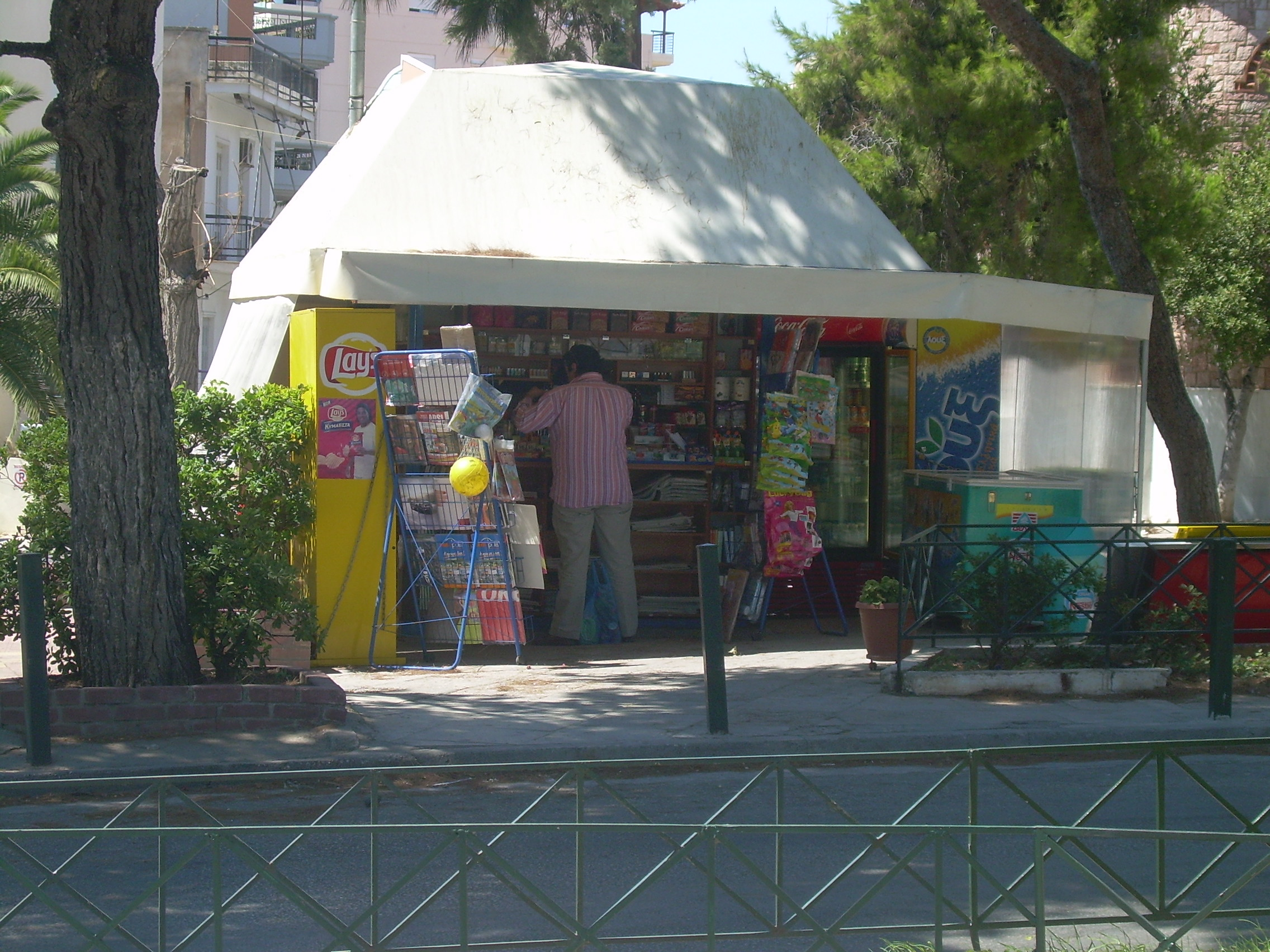
Periptero

Periptero (griechisch Περίπτερο (n. sg.), Mz.: Περίπτερα, eigentlich „rings umflügelt“, vgl. Peripteros) ist ein griechischer Kiosk, eine im Straßenbild griechischer Städte verbreitete Institution und zugleich ein Mittel der Sozialpolitik.
Periptera sind – je nach Lage – in aller Regel über die normalen Ladenöffnungszeiten hinaus und an Sonntagen geöffnet, an belebten Plätzen in Großstädten auch rund um die Uhr.

## Größe

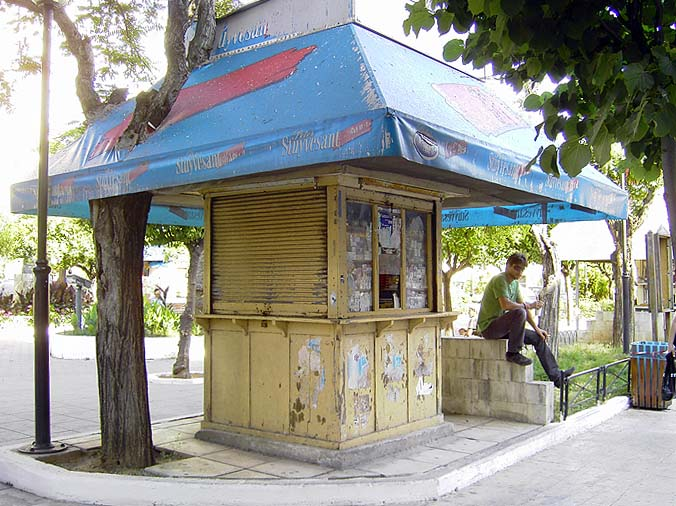
Selten: Periptero ganz ohne Umbauten (Chania)

Die Größe des Periptero selbst ist minimal: Sie ist gesetzlich auf 1,3 Meter × 1,5 Meter, also eine Fläche von 1,95 m² festgelegt. Die Markisen dürfen um 1 m über die Umrisslinie hinausgehen, sodass sich insgesamt eine Fläche von 11,55 m² ergibt. Der Periptero besteht aus einer Holzbox mit kleinen Fensteröffnungen an drei Seiten und einer Tür an der Rückseite.
Das Innere bietet, da der Raum in voller Höhe durch Warenregale eingeengt wird, lediglich Raum für einen Sitz für den Kioskverkäufer.
In aller Regel wird jedoch der angrenzende öffentliche Verkehrsraum durch ausladende Markisen, die das Warenangebot beschatten und auch den Kunden Schatten bieten, sowie durch Ständer, Kühlschränke und -truhen großzügig zur Erweiterung in Anspruch genommen. Eine Überschreitung der zulässigen Maße ist häufig festzustellen.

## Warenangebot
Das Angebot der Periptera ist vielfältig und umfangreich, beschränkt sich wegen der geringen Größe jedoch auf kleinteilige Waren.

### Zum typischen Angebot eines Periptero gehören
- Zigaretten und Raucherbedarf; sie machen den größten Teil des Umsatzes aus, da sie fast nur in Periptera verkauft werden und da Griechenland mit 37,6 Prozent (46,8 Prozent der Männer) den höchsten Raucher-Anteil in der EU hat.[2]
- Zeitungen und Zeitschriften, Magazine; die Breite des Angebots ist insoweit sehr verschieden: Es gibt spezialisierte Periptera mit großer Auswahl auch an ausländischen Zeitungen und Zeitschriften und solche ohne Zeitungen; mehr oder weniger „unter dem Ladentisch“ wird oft Pornografie angeboten.
- Süßigkeiten wie Schokoriegel, Pfefferminz-, Husten- und andere Bonbons, Kaugummi, Pasteli (Sesam-Honig-Riegel), Kekse und meist Speiseeis, das der Kunde in Selbstbedienung aus einer Kühltruhe neben dem Kiosk entnimmt.
- Kartoffelchips, Erdnüsse und ähnliches Knabberzeug,
- gekühlte Getränke (ein Getränke-Kühlschrank steht meist neben dem Periptero).
- Batterien, Sicherheitsnadeln, Nähzeug.
- Schreibwaren wie Kugelschreiber, Ansichtskarten, Briefumschläge, Klebstoff.
- Drogerieartikel wie Papiertaschentücher, Einmalrasierer, Kämme, Shampoo, Heftpflaster, Kondome.
- Telefonkarten und Prepaidkarten für Handys, Metro- und Busfahrscheine, Parkscheine.
- Kombolois, Schlüsselanhänger, Amulette.

Durch Mobiltelefone hat die Funktion des Periptero als öffentliches Telefon an Bedeutung verloren. Noch immer hat aber fast jedes Periptero ein Kartentelefon oder ein Telefon mit Zähler.

### Standortbedingte Varianten
Obwohl festgelegt ist, welche Waren verkauft werden dürfen, findet die Phantasie der Kioskbetreiber hinsichtlich Erweiterungen des Sortiments abgesehen von der räumlichen Einschränkung praktisch keine Grenzen. Sonnenbrillen (auch Markenimitationen), Spielsachen, Nylonstrümpfe und andere Textilien, Kitsch und Tand jeder Art – das Periptero wird auch „Gehsteig-Warenhaus“ (griechisch πολυκατάστημα του πεζοδρομίου) genannt.
Die Varianten sind zumeist standortbedingt. So verkaufen Kioske am Athener Syntagma-Platz vor allem internationale Zeitungen und Zeitschriften, in der Nähe der Markthalle gibt es sogar einige, die ausschließlich Accessoires wie Gürtel und Taschen verkaufen. In touristischen Gegenden findet man ein reiches Angebot an Souvenirs; die wenigen Periptera in Strandnähe verkaufen auch Gegenstände wie Tauchmasken oder Schwimmflossen.
An werberelevanten Plätzen bieten Lieferanten auch besondere Konditionen an, so wird die Werbewirkung eines gelabelten Getränkekühlschranks ebenso kalkuliert, wie die Position der einzelnen Produkte im Regal des Kühlschranks.

## Lizenz
Zum Betrieb eines Periptero wird eine Lizenz benötigt, die von der Präfektur vergeben wird. Die Anzahl der je Präfektur zu vergebenden Lizenzen ist beschränkt. Die Lizenzen werden, ähnlich wie bei den österreichischen Tabaktrafiken, an Kriegsversehrte, Kriegsopfer, Kriegerwitwen und deren unverheiratete Töchter, an behinderte oder kinderreiche Bedürftige auf Lebenszeit als staatliche Unterstützungsleistung vergeben. Die Periptera sollen diesen Bedürftigen aus sozialpolitischen Gründen eine Existenzgrundlage verschaffen. Die Lizenzvergabe untersteht der Aufsicht durch das Verteidigungsministerium. Ob bei der Lizenzvergabe die gesetzlichen Kriterien immer beachtet werden oder Beziehungen oder gar Schmiergelder (griechisch ρουσφέτι Rousfeti) hilfreich sind, wird immer wieder diskutiert.
Lizenzinhaber sollen grundsätzlich den Periptero selbst betreiben. Nur wenn sie dazu gesundheitlich nicht in der Lage sind, dürfen sie ihn untervermieten. Oft beschäftigen sie auch Angestellte.
Mittlerweile ist in vielen Gemeinden die Vergabe von Lizenzen auf die lokale Verwaltung übergegangen, dabei wird für Kühlschränke und andere Gegenstände ein Aufschlag erhoben.

## Wirtschaftliche Bedeutung
Die Gesamtzahl der Periptera in Griechenland beträgt 18.000; davon befinden sich 5.500 im Raum Athen und 1.500 in Thessaloniki.
Der Jahresumsatz beträgt 7 Milliarden Euro und trägt 5 % zum gesamten Bruttosozialprodukt Griechenlands bei. Auch wenn der Umsatz infolge der wirtschaftlichen Rezession seit 2005 um durchschnittlich 21 % gesunken ist, setzt im Durchschnitt jeder Periptero 547.554 Euro pro Jahr oder 1.500 Euro täglich um. Kioske an zentralen Plätzen erzielen freilich höhere Umsätze. Der Rekordumsatz wird mit 1,92 Millionen Euro angegeben.
Fast die Hälfte des Umsatzes (48 %) entfällt auf Tabakwaren; auf Mobilfunkkarten, Süßwaren, alkoholfreie Getränke und Presseerzeugnisse entfallen jeweils 13 % bis 9 %. Die Gewinnspannen liegen zwischen 4 und 8,2 Prozent.

## Trivia
Während der deutschen Besatzung im Zweiten Weltkrieg wechselten viele Kioskbesitzer mangels Warennachschub das Sortiment auf nützliche Gebrauchsartikel des Alltags. Allem voran wurden gebrauchte Kleider angeboten.
Ein Kiosk wurde im Jahr 1997 weltbekannt: Während eines Fernsehinterviews mit einem Kioskbesitzer, dessen Periptero eine eigenartige Schräglage aufwies, verschwand das Periptero aus dem Hintergrund des Bilds. Es war in einen Hohlraum gefallen, der durch den U-Bahn-Bau entstanden war.